# 七音 (アルバム)
『七音』（ななお）は、七緒香の1作目のアルバム。

## 内容
B'zのギタリスト、松本孝弘が全曲の作曲・編曲（編曲はdoaの徳永暁人と共同）、プロデュースを手がけた作品。アルバムのタイトルの由来は、七緒の苗字、「ハードロック、バラードなどの7つのジャンル挑戦した7曲」とをかけている。
3枚目のシングル「ミネラル」はアニメタイアップの版権上の問題で収録していないが、同シングルのカップリングの「アノヒト」を収録している。

## 収録曲
1. 灼熱の花
  - アルバム発売に際して、PVが制作された。ライブ会場を模したスタジオで、赤い照明の元で、黒いタンクトップとファーを着用した七緒が歌唱する様子を収録。
2. Fake my mind
3. 街
  - 松本孝弘が自身のアルバム『華』にてセルフカバーしている。
4. いーんじゃない!!
  - 2枚目のシングル。テレビ朝日系『龍ノ福耳』オープニングテーマ。特に表記はないが、ボーカルを再録したアルバムバージョンとなっている。
5. アノヒト
  - 3枚目のシングル「ミネラル」のカップリング。松本孝弘が自身のアルバム『華』にてセルフカバーしている。（曲名は「You know....」）
6. 夢の翼
7. 恋は舞い降りた
  - 1枚目のシングル。映画『恋は舞い降りた。」主題歌。特に表記はないが、ボーカルを再録したアルバムバージョンとなっている。新たにPVが制作され、白いキャミソールに黒いパンツジーンズを着用した七緒が、バンドを従えてライブハウスで歌唱する様子をフルサイズで収録。

作詞:七緒香
作曲:松本孝弘
編曲:松本孝弘・徳永暁人

## 参加ミュージシャン
- 七緒香：ボーカル、コーラス (#1.5)
- 松本孝弘 (B'z) - ギター (全曲)
- 徳永暁人 - ベース＆プログラミング (#1.2.3.6)
- 勝田かず樹 (DIMENSION)  - サックス (#2)
- 小野塚晃 (DIMENSION) - キーボード (#7)
- 生沢佑一 (TWINZER) - コーラス (#2.4.5,7)
- 宇徳敬子 - コーラス (#4.7)
- 川島だりあ -  (FEEL SO BAD) - コーラス (#1)
- 大田紳一郎 -  (BAAD) - コーラス (#3.6)
- 高原由妃：コーラス (#2.3.6)
- B.B.IKKIES：コーラス (#2)